# Proporczykowiec z Kap Lopez

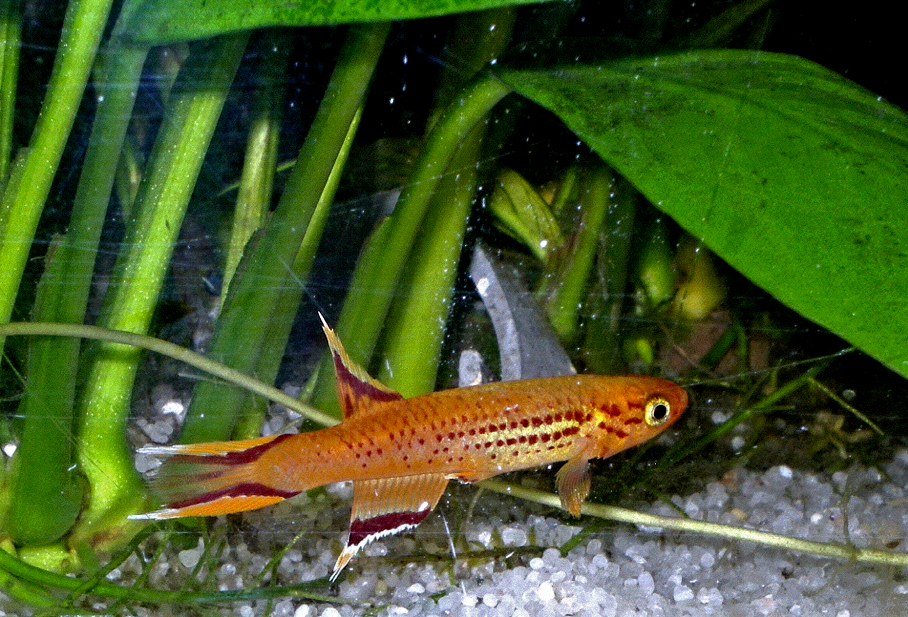
Samiec odmiany "gold"

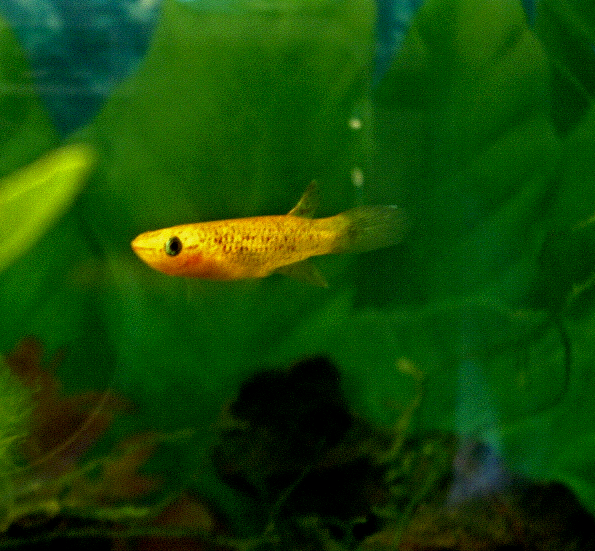
Samica odmiany "gold"

Proporczykowiec z Kap Lopez (Aphyosemion australe) – słodkowodna ryba z rodziny Nothobranchiidae.

## Występowanie
Afryka Zachodnia - Gabon, Kongo.

## Charakterystyka
Niewielka ryba o wydłużonym, cylindrycznym kształcie, dorastająca do 5–6 cm. Swoją nazwę zawdzięcza jaskrawemu wielokolorowemu ubarwieniu samców oraz charakterystycznie wydłużonym promieniom płetwy ogonowej przybierającym kształt proporczyka. Samice są z reguły nieco mniejsze, skromniej ubarwione, bez wydłużonych krańcowych promieni płetw nieparzystych. W akwarystyce występuje też odmiana złota (właściwie żółto-pomarańczowa) niewystępująca w naturalnych siedliskach.

## Warunki hodowlane
Woda przejrzysta, niezbyt świeża o temperaturze 20–24 °C. Według innych źródeł do 26 °C. Może być trzymany w niewielkich akwariach. Samce mogą być agresywne wobec siebie. Najlepiej trzymać w gęsto zarośniętych drobnoliściastą roślinnością zbiornikach, o umiarkowanym oświetleniu i niewielkim ruchu wody, w akwarium gatunkowym lub w towarzystwie innych małych i spokojnych gatunków ryb.

## Rozmnażanie
Woda miękka i kwaśna o pH 5,5 do 6,5. Niektórzy autorzy polecają zastosowanie torfu. Tarło następuje w gęstwinie drobnolistnej roślinności (np. wywłócznik), przy dnie lub w specjalnie do tego celu przygotowanych motkach wełny, gdzie samica składa od 10 do 20 ziarenek ikry dziennie. Proces inkubacji ikry trwa od 10 do 20 dni. Wykluty narybek należy karmić pierwotniakami stopniowo przechodząc na większe pokarmy jak larwy solowca i rozwielitki.